# Gustav Stresemann Institut in Niedersachsen

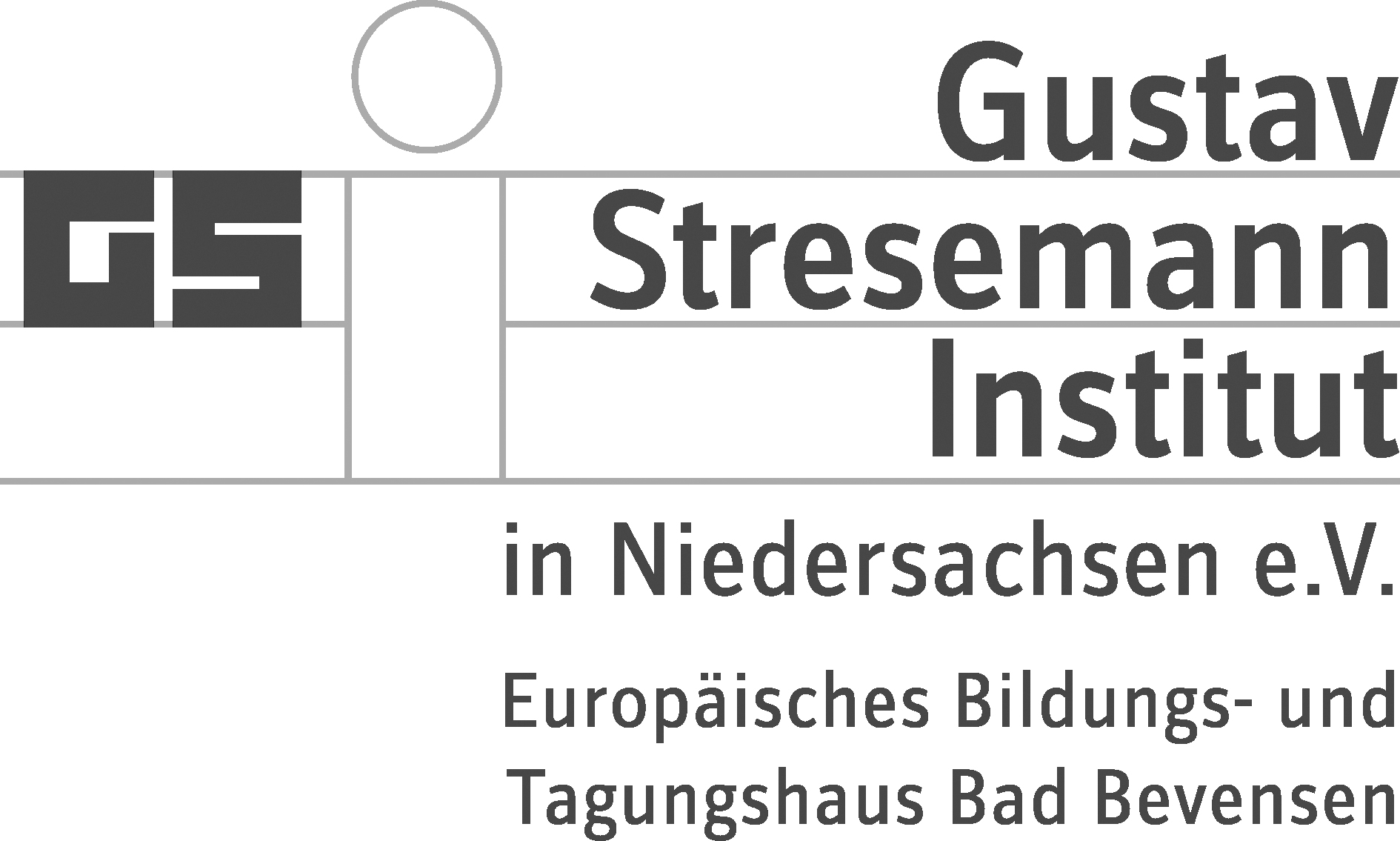
Offizielles Logo des Gustav Stresemann Instituts in Niedersachsen.

Das im Jahr 1975 gegründete Gustav Stresemann Institut in Niedersachsen e. V. ist ein gemeinnütziges, überkonfessionelles und überparteiliches europäisches Bildungs- und Tagungshaus. Es befindet sich im Bad Bevensener Ortsteil Medingen und hat es sich zum Ziel gesetzt, das politische und gesellschaftliche Verantwortungsbewusstsein bei Erwachsenen und Jugendlichen zu stärken.

## Geschichte

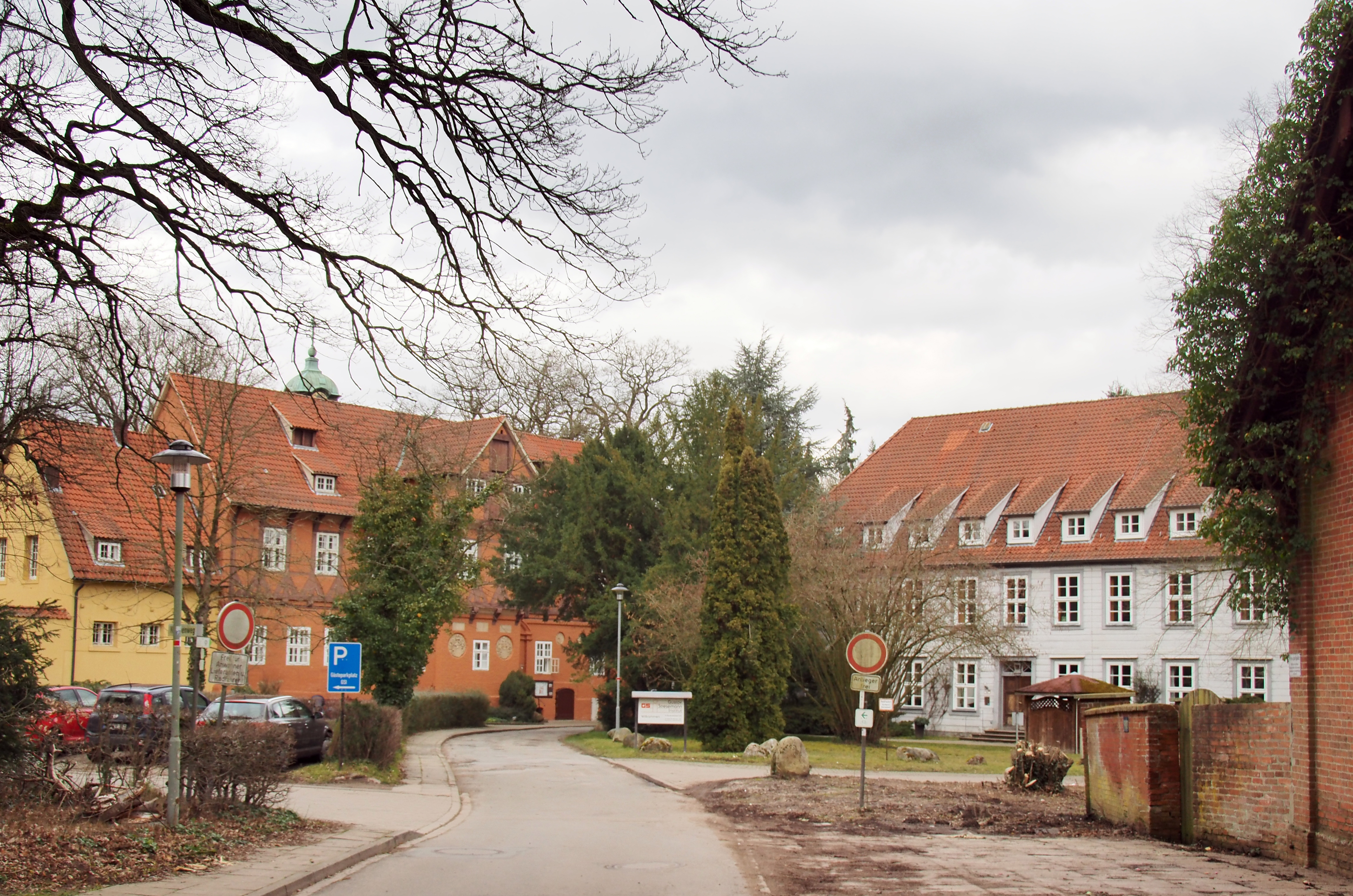
Ehemaligen Amtsgerichtsgebäude von 1541 und ehemaliges Richterwohnhaus, jetzt Gebäude des Gustav Stresemann Instituts

Das alte Amtsgericht wurde 1541 im Auftrag vom protestantischen Herzog Ernst „dem Bekenner“ im Zuge eines Streits mit dem katholischen Kloster Medingen errichtet.
Der Herzog, seit seinem Studium in Wittenberge Anhänger Martin Luthers, übernahm 1521 die Regierung des Fürstentums Braunschweig-Lüneburg. Er versuchte bald darauf, die neue Lehre in seinem Fürstentum einzuführen.
Gerade die reichen Kirchen- und Klostergüter benötigte er dringend zur Sanierung der Staatsfinanzen. Die Klöster, die um ihre Existenz fürchteten, leisteten jedoch auch nach der Einführung der Reformation im Jahr 1527 zum Teil heftigen Widerstand, mitten dabei das Kloster Medingen.
Im Zuge der Auseinandersetzungen ließ der Herzog 1541 auf der einzigen Zufahrt zum Kloster gleich neben der Klosterpforte ein schlossartiges Gebäude errichten. Eine Inschrift im Vorbau weist aus, dass das „Fürstenhaus“ von Herzog Ernst fürsorglich für seine Gemahlin Sophia von Mecklenburg erbaut wurde, für den Fall, dass sie ihren Gatten überlebte. Da Sophia jedoch schon vorher starb, schenkte der Herzog das Haus seiner Tochter Katharina, die es 1546 bezog und die nach ihrem Tod 1615 im Kloster Medingen beigesetzt wurde.
Nicht nur die historischen Ereignisse der Reformation machen das „Fürstenhaus“ in Medingen zu einem bedeutenden Kulturdenkmal. Seine Architektur bietet auch interessante Einblicke in den Stilwandel von der Gotik zur Frührenaissance.
Vom Ende des 19. Jahrhunderts bis hinein in die 1960er Jahre befand sich das Amtsgericht Medingen im ehemaligen herzoglichen Fürstenhaus.
Wie das Amtsgericht, steht auch das Amtsrichter- bzw. Richterwohnhaus unter Denkmalschutz. Erbaut wurde es in der Mitte des 18. Jahrhunderts zu einer Zeit, als das Amtsgericht Sitz der herzoglichen Verwaltung und Rechtsprechung war.

## Gründung des Instituts

### Der Gründer

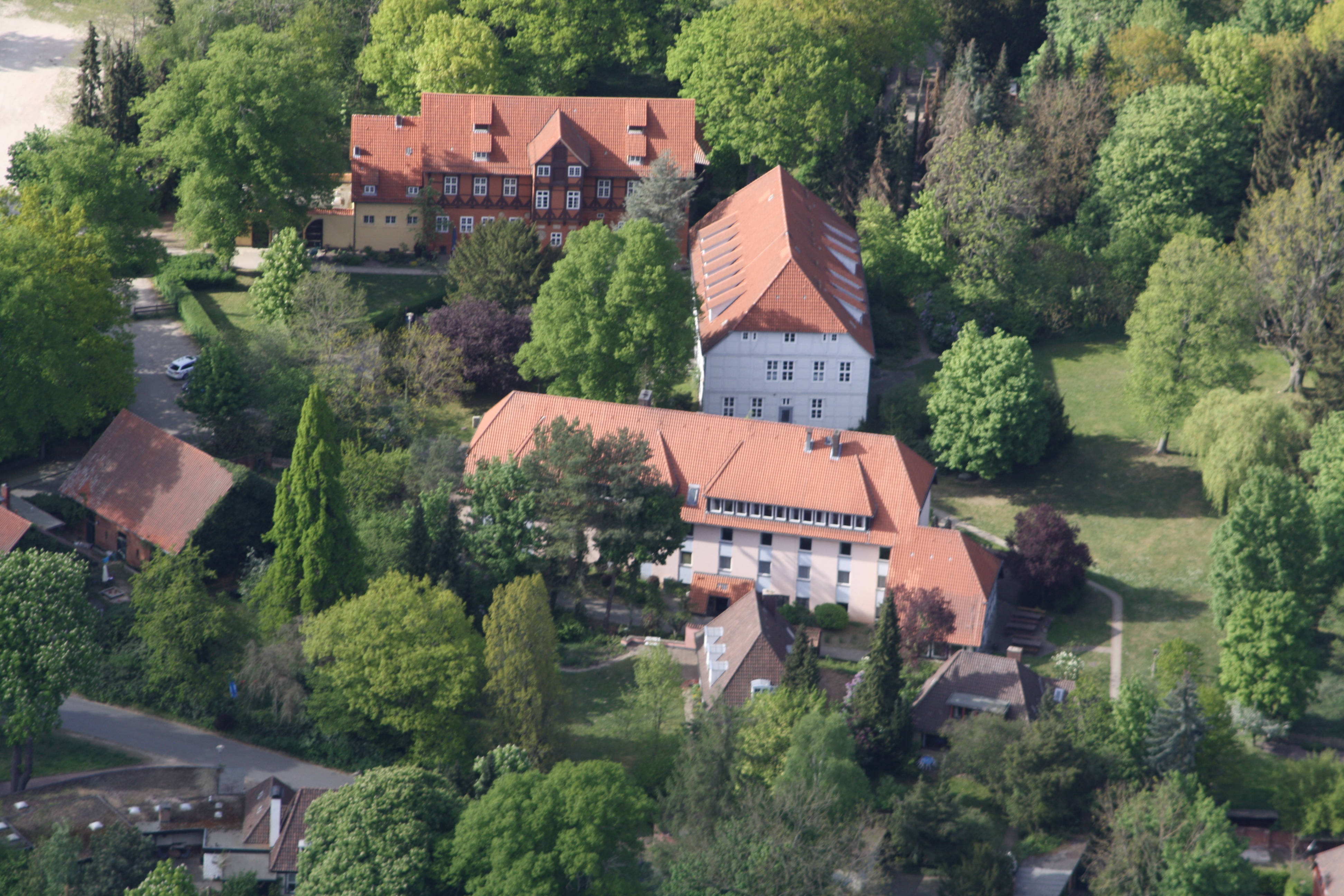
Das Gustav Stresemann Institut von oben.

Gründung und Aufbau des Stresemann Instituts sind geprägt von der Person Berthold Finkelstein. Als Opfer nationalsozialistischer Verfolgung gehörte dieser nach 1945 zu einer Gruppe von politisch motivierten und verantwortlichen Menschen in Europa, die über den Nationalstaat hinaus dachten. „Versöhnung in Europa“ hieß seine Vision. Dafür hat er sich seit 1953 bis zu seinem Tod im Jahr 1996 aktiv in der politischen Bildungsarbeit eingesetzt.
Berthold Finkelstein war auch Mitbegründer und lange Jahre Vorsitzender der Arbeitsgemeinschaft deutscher Bildungsstätten und mit Politikern der ersten Stunde aller Parteien verbunden.

### Der Namensgeber
Berthold Finkelstein wählte den Namen des deutschen Außenministers (1923 bis 1929) Gustav Stresemann mit Blick auf dessen Verdienste um die deutsch-französische Verständigung und die europäische Einigung in der Zeit zwischen den Weltkriegen.
Gustav Stresemann erhielt für seine Versöhnungsarbeit zusammen mit seinem französischen Kollegen Aristide Briand 1926 den Friedensnobelpreis.
In Deutschland wurde ihm jedoch eine entsprechende Anerkennung für seine Außenpolitik versagt. Er wurde für seine Verständigungspolitik von vielen als „Erfüllungspolitiker“ der Siegermächte beschimpft.

## Das GSI von 1975 bis heute
Das niedersächsische Gustav Stresemann Institut wurde 1975 gegründet, die Seminararbeit begann zunächst ohne Haus. Im Sommer 1976 wurde das GSI in das Vereinsregister eingetragen. 1977 konnte dann das alte Amtsgericht in Medingen vom Land Niedersachsen gekauft und zum Tagungszentrum umgebaut werden.
Die Arbeit der Heimvolkshochschule – so die offizielle Bezeichnung in Anlehnung an eine alte skandinavische Tradition – wurde bestimmt von Seminaren im Rahmen des Bildungsurlaubs. Finanziell wurde die Bildungsarbeit sehr unterstützt vom Land Niedersachsen, das führend war in der Ausgestaltung eines fortschrittlichen und familienfreundlichen Niedersächsischen Erwachsenenbildungsgesetzes zur Unterstützung des lebenslangen Lernens.
Mit dem Rückgang der Förderungen der Erwachsenenbildung durch das Land Niedersachsen wurde es schwieriger, die zum großen Teil denkmalgeschützten und aufwendig zu unterhaltenden Anwesen und das Gästehaus aus dem Jahre 1977 in guter Form zu halten und zu verbessern.
Innerhalb der Seminarstruktur haben sich Seminare bzw. Seminargruppen zu einer Art Tradition entwickelt. So findet seit dem Jahr 1988 in jedem Sommer die sogenannte Sommerakademie statt. Sie umfasst verschiedene Seminare im Bereich Musik und bildende Künste.

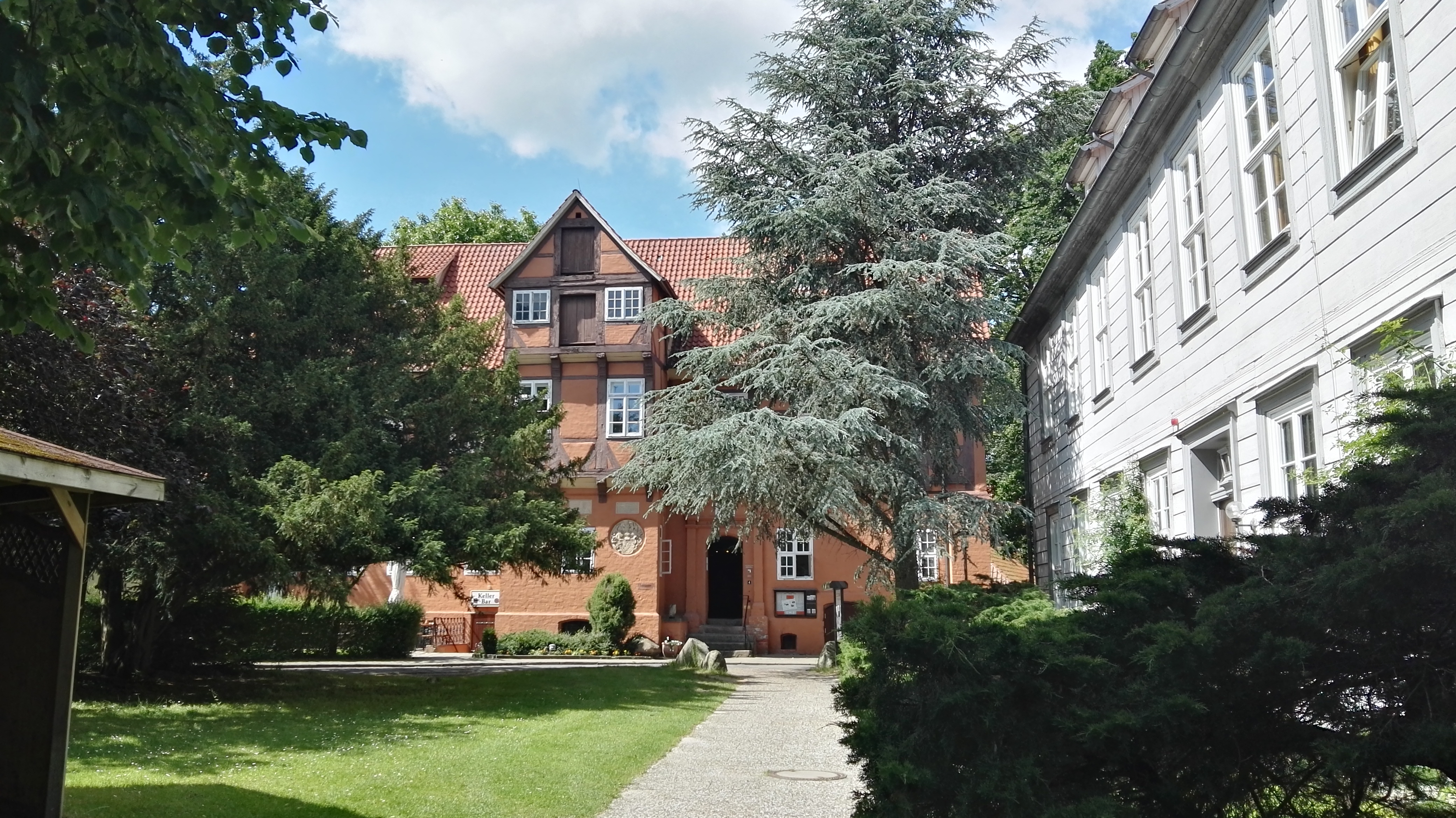
Historisches Amtsgericht Medingen und Richterwohnhaus (rechts)

Das Gustav Stresemann Institut ist seit 2003 nach LQW (Lernerorientierte Qualitätstestierung in der Weiterbildung) zertifiziert. LQW ist ein über die Grenzen Deutschlands hinaus anerkanntes Qualitätstestierungsverfahren und erfüllt die Anforderungen des Niedersächsischen Erwachsenenbildungsgesetzes.
Im Jahr 2012 übernahm Martin Kaiser das Amt des Institutsleiters von Bodo Fröhlich. Mit dem Wechsel wurde die Ausrichtung des Hauses im Seminarbereich wieder internationaler als in den Jahren zuvor.
Seit 2013 bietet das Institut jedes Jahr die Möglichkeit, einen Bundesfreiwilligendienst zu absolvieren und dabei die Bereiche „Internationale und Interkulturelle Bildung“ und „Öffentlichkeitsarbeit und Strukturen pädagogischer Erwachsenenbildung“ kennenzulernen.
2016 feierte das Gustav Stresemann Institut sein 40-jähriges Bestehen. Ebenfalls im Jahr 2016 startete im GSI das große Kooperationsprojekt „Vielfalt verbindet“, das vom Bundesinnenministerium im Rahmen des Bundesprogramms „Zusammenhalt durch Teilhabe“ gefördert wird. Dabei kooperiert das Institut mit dem Johanniter-Unfall-Hilfe e. V. Landesverband Niedersachsen und Bremen (JUH) und der THW-Jugend Bremen/Niedersachsen. Das Ziel ist die interkulturelle Öffnung der Verbände und die Stärkung der haupt- und ehrenamtlichen Mitarbeitenden in ihrer interkulturellen Kompetenz, um das von Vielfalt geprägte Miteinander in unserer Gesellschaft angemessen gestalten zu können.

## Programmschwerpunkte
- Politische Bildung und Demokratie-Lernen
- Interkulturelle Kompetenzen
- Berufsorientierte Bildung
- Sprachen
- Persönlichkeit und Kommunikation
- Gesundheit
- Kultur und Kreatives
- Selbsthilfe und Ehrenamt

Innerhalb dieser Schwerpunkte stechen Bereiche wie die Kita-Seminare, die zum Teil in Kooperation mit dem Niedersächsischen Kultusministerium stattfinden, besonders hervor, ebenso der Bereich Zertifizierte Ausbildungen mit GfK-Seminaren nach Marshall Rosenberg und den Betzavta-Seminaren, die in Kooperation mit dem Centrum für angewandte Politikforschung (CAP) angeboten werden, der Bereich der internationalen Jugendseminare mit Kooperationspartnern Mittel-, Ost-, Süd- und Westeuropa, im Nahen Osten, in Nordafrika und in den USA und das Kurskonzept House of Englisch.